# Naudinia amabilis
Naudinia amabilis är en vinruteväxtart som beskrevs av Planch. & Linden. Naudinia amabilis ingår i släktet Naudinia och familjen vinruteväxter. Inga underarter finns listade i Catalogue of Life.